# والتر آموس
والتر آموس (انگلیسی: Walter Amos; ۳ سپتامبر ۱۸۹۹ – ۱۹۶۷ (۶۷−۶۸ سال)) بازیکن فوتبال اهل بریتانیا بود.
از باشگاه‌هایی که در آن بازی کرده‌است می‌توان به باشگاه فوتبال آکرینگتون استنلی، باشگاه فوتبال بری، و باشگاه فوتبال وورکساپ تاون اشاره کرد.